# Frau von Stidsholt

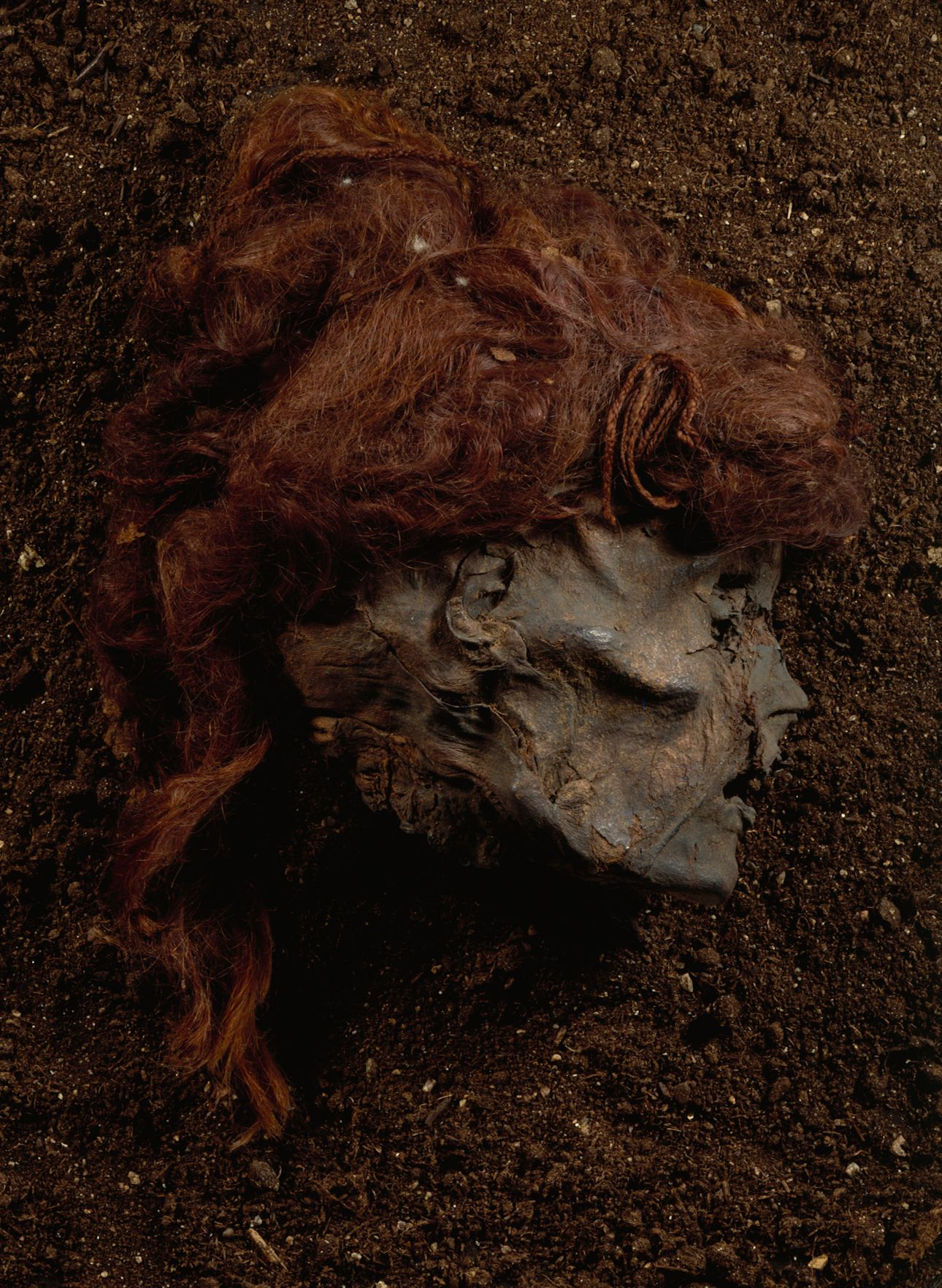
Kopf der Frau von Stidsholt

Die Frau von Stidsholt (auch Kopf von Stidsholt; engl. Stidsholtmose-Head oder Stidsholt Fen Woman) ist der Schädel einer Moorleiche, die 1859 im Weiler Stidtsholt in der dänischen Landschaft Vendsyssel auf Nordjütland im dort befindlichen Stidsholt Mose gefunden wurde.
Koordinaten: 57° 22′ 41,4″ N, 10° 17′ 46,2″ O
| Frau von Stidsholt |

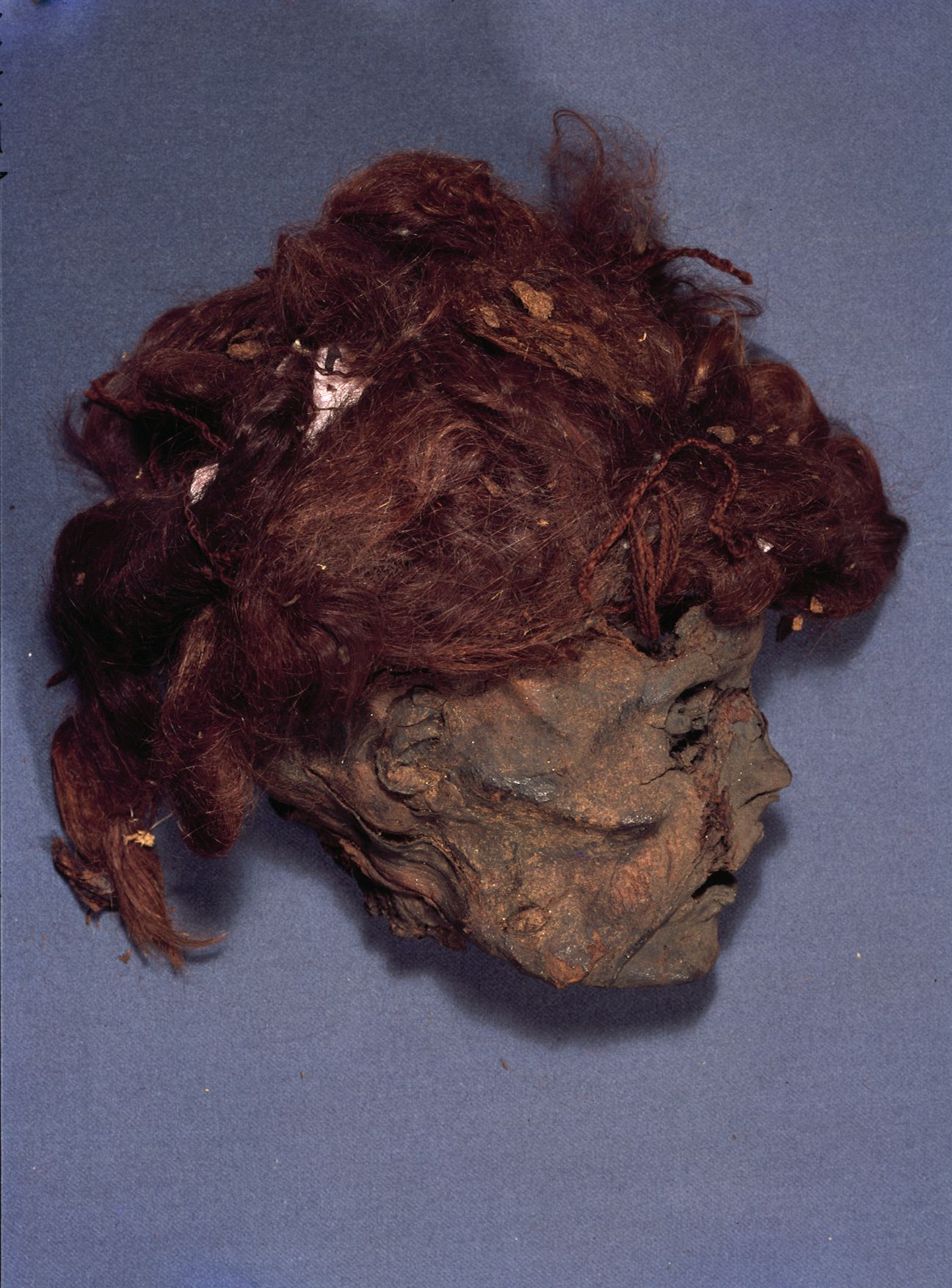
Eine weitere Aufnahme

1859 wurde der abgetrennte Kopf entdeckt, der dazugehörige Körper konnte jedoch nicht gefunden werden. Der Kopf war zwischen dem dritten und vierten Halswirbel durch einen Schlag vom Rumpf abgetrennt und im Moor abgelegt worden. Durch den Schlag wurde ein Teil der Haut unter dem Kinn mit abgerissen. Vom Kopf sind der Schädel, Hautpartien und das etwa 50 cm lange Kopfhaar erhalten. Die Haare haben durch die lange Lagerung im Moor und den Einfluss der Moorsäuren eine rote Farbe angenommen. Die Haut ist nach dem Trocknen des Kopfes von grau-brauner Farbe. Die Haare waren mit einem 75 cm langen und etwa 5,3 cm breiten gewebten Haarband auf dem Kopf zu einem Knoten gebunden. Aufgrund der Frisur wird der Kopf als weiblich angesprochen. Bisher wurde der Kopf noch nicht eingehender wissenschaftlich untersucht, so dass eine qualifizierte zeitliche Datierung nicht vorliegt. Das Dänische Nationalmuseum in Kopenhagen, in dessen Obhut sich der Fund befindet, nimmt eine vorläufige Datierung in die Eisenzeit an.